# Thomas Kraft
Thomas Kraft (Kirchen, 22 luglio 1988) è un ex calciatore tedesco, di ruolo portiere.

## Carriera

### Club

#### Bayern Monaco
Proveniente dal Bayern Monaco II, debutta in prima squadra il 7 agosto 2010, nella Supercoppa di Germania del 2010, vinta dal Bayern Monaco ai danni dello Schalke 04 per 2-0.
Il suo debutto in Champions League arriva il 23 novembre 2010, nella partita Roma-Bayern, terminata 3-2. Il giocatore continua a giocare in Champions, scendendo in campo anche in Bayern Monaco-Basilea 3-0 dell'8 dicembre 2010. Durante la pausa invernale, Louis van Gaal, l'allenatore dei bavaresi, annuncia che Kraft avrebbe rimpiazzato Hans-Jörg Butt come primo portiere per tutta la seconda parte di stagione. Kraft debutta in Bundesliga il 15 gennaio 2011 nella partita esterna pareggiata 1-1 con il Wolfsburg, in cui para anche un rigore. Rimane titolare fino alla partita pareggiata 1-1 con il Norimberga, quando Van Gaal viene esonerato e sostituito da Andries Jonker, che decide di utilizzare nuovamente Butt come primo portiere. Poco dopo, Kraft, il cui contratto era in scadenza, annunciò che avrebbe lasciato il Bayern a fine stagione.

#### Hertha Berlino
Dopo ciò, l'Hertha Berlino, neopromosso in prima divisione, dichiarò che avrebbe assunto lo stesso Kraft da svincolato al termine della stagione. Il giovane portiere avrebbe sottoscritto un contratto quadriennale. Il primo anno con i berlinesi si è concluso però con la retrocessione in Zweite Bundesliga dopo la sconfitta nello spareggio con il Fortuna Düsseldorf.

## Statistiche

### Presenze e reti nei club
Statistiche aggiornate al 9 luglio 2020.
| Stagione                | Squadra                 | Campionato              | Campionato | Campionato | Coppe nazionali | Coppe nazionali | Coppe nazionali | Coppe continentali | Coppe continentali | Coppe continentali | Altre coppe | Altre coppe | Altre coppe | Totale | Totale |
| Stagione                | Squadra                 | Comp                    | Pres       | Reti       | Comp            | Pres            | Reti            | Comp               | Pres               | Reti               | Comp        | Pres        | Reti        | Pres   | Reti   |
| ----------------------- | ----------------------- | ----------------------- | ---------- | ---------- | --------------- | --------------- | --------------- | ------------------ | ------------------ | ------------------ | ----------- | ----------- | ----------- | ------ | ------ |
| 2006-2007               | Bayern Monaco II        | RLS                     | 12         | -16        | -               | -               | -               | -                  | -                  | -                  | -           | -           | -           | 12     | -16    |
| 2007-2008               | Bayern Monaco II        | RLS                     | 33         | -41        | -               | -               | -               | -                  | -                  | -                  | -           | -           | -           | 33     | -41    |
| 2008-2009               | Bayern Monaco II        | DL                      | 24         | -30        | -               | -               | -               | -                  | -                  | -                  | -           | -           | -           | 24     | -30    |
| 2009-2010               | Bayern Monaco II        | DL                      | 27         | -49        | -               | -               | -               | -                  | -                  | -                  | -           | -           | -           | 27     | -49    |
| 2010-gen. 2011          | Bayern Monaco II        | DL                      | 6          | -7         | -               | -               | -               | -                  | -                  | -                  | -           | -           | -           | 6      | -7     |
| Totale Bayern Monaco II | Totale Bayern Monaco II | Totale Bayern Monaco II | 102        | -143       |                 | -               | -               |                    | -                  | -                  |             | -           | -           | 102    | -143   |
| gen.-giu. 2011          | Bayern Monaco           | BL                      | 12         | -14        | CG              | 2               | -1              | UCL                | 4                  | -6                 | SG          | 1           | 0           | 19     | -21    |
| 2011-2012               | Hertha Berlino          | BL                      | 34+2       | -60; -4    | CG              | 2               | -3              | -                  | -                  | -                  | -           | -           | -           | 38     | -67    |
| 2012-2013               | Hertha Berlino          | ZL                      | 28         | -18        | CG              | 0               | 0               | -                  | -                  | -                  | -           | -           | -           | 28     | -18    |
| 2013-2014               | Hertha Berlino          | BL                      | 32         | -45        | CG              | 2               | -5              | -                  | -                  | -                  | -           | -           | -           | 34     | -50    |
| 2014-2015               | Hertha Berlino          | BL                      | 32         | -47        | CG              | 2               | -2              | -                  | -                  | -                  | -           | -           | -           | 34     | -49    |
| 2015-2016               | Hertha Berlino          | BL                      | 6          | -7         | CG              | 1               | 0               | -                  | -                  | -                  | -           | -           | -           | 7      | -7     |
| 2016-2017               | Hertha Berlino          | BL                      | 0          | 0          | CG              | 0               | 0               | UEL                | 1                  | -3                 | -           | -           | -           | 1      | -3     |
| 2017-2018               | Hertha Berlino          | BL                      | 3          | -2         | CG              | 0               | 0               | UEL                | 4                  | -4                 | -           | -           | -           | 7      | -6     |
| 2018-2019               | Hertha Berlino          | BL                      | 4          | -9         | CG              | 1               | 0               | -                  | -                  | -                  | -           | -           | -           | 5      | -9     |
| 2019-2020               | Hertha Berlino          | BL                      | 4          | -9         | CG              | 1               | -3              | -                  | -                  | -                  | -           | -           | -           | 5      | -12    |
| Totale Hertha Berlino   | Totale Hertha Berlino   | Totale Hertha Berlino   | 142+2      | -197 + -4  |                 | 9               | -13             |                    | 5                  | -7                 |             | -           | -           | 159    | -231   |
| 2019-2020               | Hertha Berlino II       | RLS                     | 1          | 0          | -               | -               | -               | -                  | -                  | -                  | -           | -           | -           | 1      | 0      |
| Totale carriera         | Totale carriera         | Totale carriera         | 260        | -358       |                 | 11              | -14             |                    | 9                  | -13                |             | 1           | 0           | 281    | -395   |

## Palmarès

### Club

#### Competizioni nazionali
- Supercoppa di Germania: 1

Bayern Monaco: 2010
- Campionato tedesco di seconda divisione: 1

Hertha Berlino: 2012-2013